# U-Bahnhof St. Leonhard
Der U-Bahnhof St. Leonhard (Abkürzung: SL) ist der 24. U-Bahnhof der Nürnberger U-Bahn und wurde am 28. Januar 1984 eröffnet. Er wird von der Linie U2 und ist 517 m vom U-Bahnhof Schweinau und 762 m vom U-Bahnhof Rothenburger Straße entfernt. Der U-Bahnhof ist nach dem 1898 eingemeindeten Nürnberger Stadtteil Sankt Leonhard benannt, in dem er liegt. Täglich wird er von rund 12.200 Fahrgästen genutzt (Mo–Fr, 2019).

## Lage

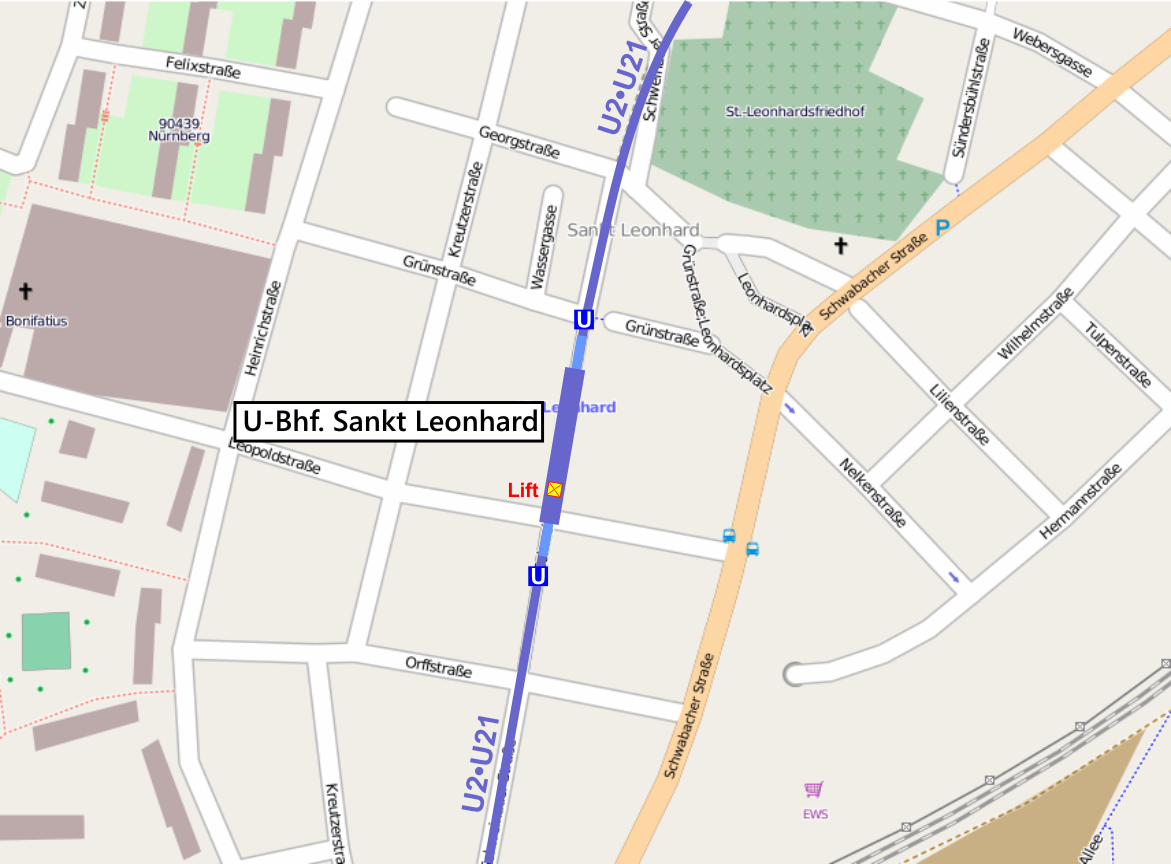
Lageplan U-Bhf. Sankt Leonhard

Der Bahnhof liegt im Nürnberger Stadtteil St. Leonhard und erstreckt sich unterirdisch in Nord-Süd-Richtung unter der Schweinauer Straße zwischen Grün- und Orffstraße. Von beiden Bahnsteigenden führen Aufgänge direkt in die Fußgängerzone „Schweinauer Straße“. Ein Aufzug verbindet die Bahnsteigebene mit der Oberfläche.

## Bauwerk und Architektur

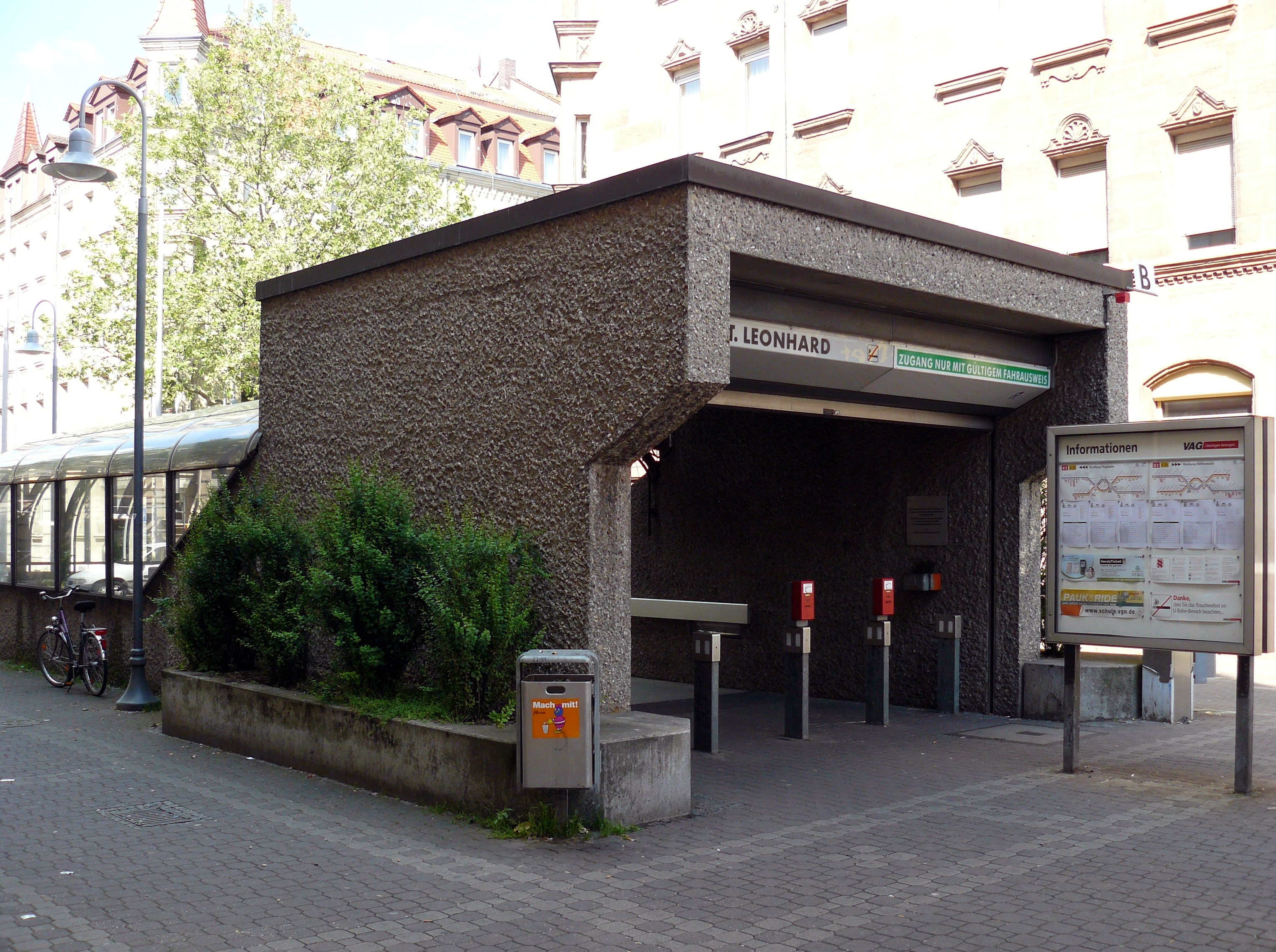
Südeingang

Das Bahnhofsbauwerk ist 120 m lang, 15 m breit und 6 m tief (einfache Tiefenlage). Die Bauarbeiten begannen am 1. Juli 1980 und wurden in offener Bauweise mit Berliner Verbau ausgeführt. Da der Bahnhof und die anschließenden Tunnelstrecken bis an die Fundamente der umgebenden Häuser reichen, wurde das gesamte Bauwerk auf ein Masse-Feder-System gestellt, um die Erschütterungen der U-Bahnzüge nicht an die Umgebung abzugeben.
Die Architektur des Bahnhofs ist durch die Verkleidung der Bahnsteigwände und der Säulen mit Sandstein an die ihn umgebenden Häuserzeilen angelehnt.

## Linien
Der Bahnhof wird von der Linie U2 bedient.
| Linie | Verlauf | Takt                                                   |
| ----- | --- | ------------------------------------------------------ |
| U2    | Röthenbach – Hohe Marter – Schweinau – St. Leonhard – Rothenburger Straße – Plärrer – Opernhaus – Hauptbahnhof – Wöhrder Wiese – Rathenauplatz – Rennweg – Schoppershof – Nordostbahnhof – Herrnhütte – Ziegelstein – Flughafen Stand: Fahrplanwechsel Dezember 2023 | 5 min 3–4 min (zur HVZ) 10 min (Ziegelstein–Flughafen) |